# Parafia św. Wojciecha w Kielnie
Parafia św. Wojciecha w Kielnie – rzymskokatolicka parafia usytuowana w przy ulicy Jeziornej w Kielnie w gminie Szemud. Wchodzi w skład
dekanatu Kielno w archidiecezji gdańskiej. Parafia jest najstarszą w okolicy, została erygowana w 1340. Obecny kościół jest wybudowany w stylu neogotyckim, jego najstarsza część pochodzi z XVIII wieku.
Kościół parafialny był od 3 maja 2006 do 17 czerwca 2016 – pierwszą siedzibą dekanatu Kielno, a jej proboszcz pierwszym dziekanem.

## Proboszczowie
- przed 1780: ks. Michał Kczewski[3]
- 1780–1781: ks. Stanisław Stepczyński
- 1826: ks. Jan Klukowski
- 1826–1832: ks. Kazimierz Chrapkowski
- 1833–1866: ks. Franciszek Kurkowski
- 1868–1870: ks. Jan Nagórski
- 1870–1895: ks. Otto Radtke
- 1895–1913: ks. Franciszek Spinger
- 1914–1939: ks. Władysław Szypniewski
- 1940–1943: ks. Franciszek Borucki
- 1943–1963: ks. Stanisław Średzki
- 1963–1971: ks. Kazimierz Jerzy Głowacki
- 1971–1987: ks. Ludwik Bejger
- 1987–1990: ks. prał. Alojzy Marszall[4][5]
- 1990–2020: ks. prał. Franciszek Rompa[6]
- od 1 VII 2020: ks. kan. dr Łukasz Białk[7][8]
  - postulator procesu beatyfikacyjnego siostry Judyty Urszuli Napierskiej[9][10][11] od 14 IX 2019